# Zachariasz Jełowicki
Zachariasz Jełowicki (Jełowiecki, Jałowiecki) herbu własnego (zm. w 1629 roku) – stolnik kijowski w latach 1619–1629, wojski krzemieniecki w latach 1609–1619, horodniczy krzemieniecki w latach 1609–1629, sekretarz i pisarz królewski w 1607 roku, pisarz do spraw ruskich w 1594 roku, pisarz kancelarii mniejszej koronnej w latach 1594-1598, pisarz Metryki Ruskiej w 1598 roku.

## Życiorys
Z pochodzenia Rusin. Poseł na sejm nadzwyczajny 1626 roku z nieznanego sejmiku małopolskiego. Poseł na sejm zwyczajny 1629 roku z województwa kijowskiego. Jako poseł na sejm zwyczajny 1629 roku był delegatem na Trybunał Skarbowy Koronny.